# Offensiva della Slesia
L'Offensiva della Slesia fu un'offensiva lanciata dalle truppe russe nel 1914, nel corso della prima guerra mondiale. Durò dal 6 novembre 1914 al 6 dicembre dello stesso anno e consisté nelle battaglie di Łowicz e Łódź. Con questa operazione i russi raggiunsero il punto massimo di penetrazione verso ovest di tutta la guerra, concludendo tatticamente con una vittoria, anche se strategicamente furono sconfitti dai tedeschi.